# مركز التوزيع الوطني لتويوتا
مركز التوزيع الوطني لتويوتا هو منشأة لوجستية تابعة لمجموعة عبد اللطيف جميل، الوكيل الحصري لشركة تويوتا في المملكة العربية السعودية. وقّع المركز مذكرة تفاهم مع مدينة الملك عبد الله الاقتصادية، تقتضي بنقل جميع الخدمات اللوجستية التابعة لشركة عبد اللطيف جميل المحدودة إلى المدينة.

## الموقع والبنية التحتية
تبلغ مساحة المشروع 1.5 مليون متر مربع، باستثمارات إجمالية تُقدر بنحو 1.2 مليار ريال سعودي. ويقع في المنطقة الصناعية الثانية داخل مدينة الملك عبد الله الاقتصادية. من المخطط أن يضم المشروع مرافق متطورة للتخزين، بالإضافة إلى وحدات تركيب إكسسوارات السيارات التي تستوردها الشركة وتوزعها في المملكة العربية السعودية.

## دور الميناء البحري في العمليات اللوجستية
سيتولى الميناء البحري في مدينة الملك عبد الله الاقتصادية تطوير وتشغيل رصيف ومحطة مناولة مخصصة لاستقبال سفن الدحرجة وفقًا للمعايير العالمية، مما يتيح مناولة السيارات والمعدات بكفاءة عالية. وفي هذا الإطار، أبرمت شركة تطوير الموانئ، المالكة والمطورة لميناء الملك عبد الله، اتفاقية شراكة مع مجموعة NYK، إحدى الشركات العالمية الرائدة في مجال الشحن البحري والخدمات اللوجستية، بهدف تشغيل المرحلة الأولى من محطة الدحرجة في الميناء، وذلك اعتبارًا من الربع الثالث من عام 2016.

## التوسع السكني والمشروعات المستقبلية
ضمن خططها التوسعية، تعتزم شركة عبد اللطيف جميل الاستحواذ على أراضٍ سكنية داخل مدينة الملك عبد الله الاقتصادية، وذلك لتوفير مساكن اختيارية لموظفيها وموظفي الشركات التابعة لها. كما تخطط الشركة لإنشاء حي سكني متكامل داخل المدينة. بالإضافة إلى ذلك، تدرس الشركة إمكانية إنشاء خط تجميع وتركيب قطع غيار السيارات ضمن منطقة الإيداع التابعة للميناء البحري، بهدف تلبية الطلب المحلي على هذه المنتجات.

## أهمية المشروع واستراتيجية عبد اللطيف جميل
يعد هذا المشروع أحد المبادرات الاستراتيجية لشركة عبد اللطيف جميل، والتي تهدف إلى تأسيس قاعدة لوجستية مركزية تدعم عملياتها وتساعد في تلبية احتياجات السوق المحلية من السيارات. ويعتبر هذا المشروع الأكبر من نوعه في مدينة الملك عبد الله الاقتصادية من حيث مساحة الأرض والقيمة الاستثمارية، مما يعكس ثقة الشركة في المدينة كمركز إقليمي للصناعة والخدمات اللوجستية.

## دور مدينة الملك عبد الله الاقتصادية في رؤية 2030
تجدر الإشارة إلى أن شركة عبد اللطيف جميل تمتلك حقوق استيراد وتوزيع سيارات تويوتا ودايهاتسو في المملكة العربية السعودية وعدد من الدول الأخرى، وتعد أكبر موزع مستقل لسيارات تويوتا عالميًا. كما تدير خطوط إنتاج لمنتجات ما بعد البيع، بما في ذلك قطع الغيار ومستلزمات السيارات في عدة دول حول العالم.
من المتوقع أن تلعب مدينة الملك عبد الله الاقتصادية دورًا بارزًا في قطاع تصنيع السيارات، حيث ستحتضن مشروعات صناعية متعددة، من بينها شركة سير الوطنية لصناعة السيارات، التي تُعد إحدى المبادرات الرئيسية لرؤية المملكة 2030. وتهدف هذه المبادرات إلى تنويع الاقتصاد السعودي وتعزيز البنية التحتية للصناعات الحديثة، بما يشمل الطاقة المتجددة وصناعة السيارات الكهربائية، وذلك لمواكبة التطورات التكنولوجية العالمية.